# 愛知県道342号豊田市停車場線
愛知県道342号豊田市停車場線（あいちけんどう342ごう とよたしていしゃじょうせん）は、愛知県豊田市内を走る一般県道である。
500m程の道路で、そのまま東に直進すると豊田スタジアムにたどり着く。

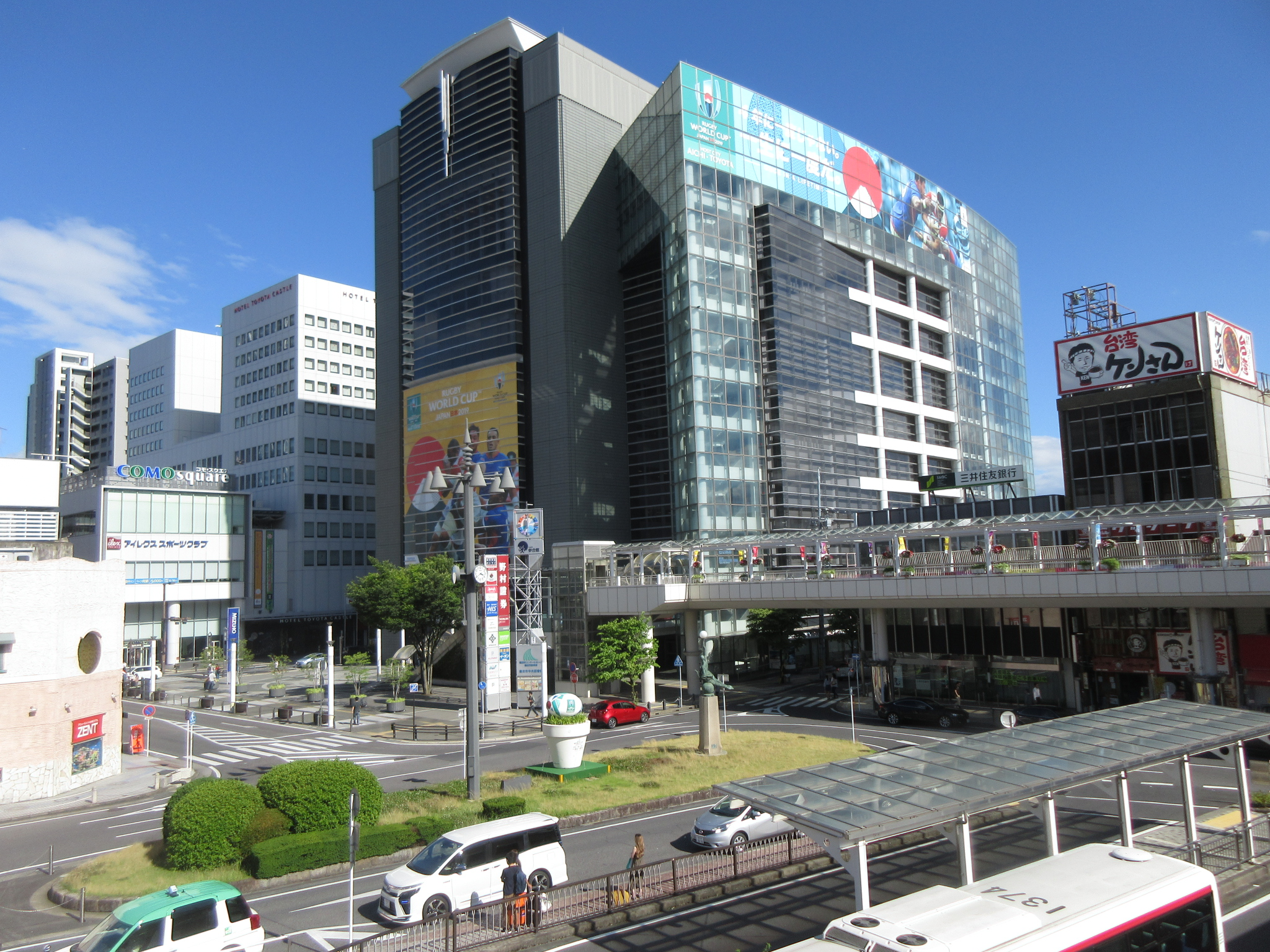
起点の豊田市駅東口。奥の建物は参合館。

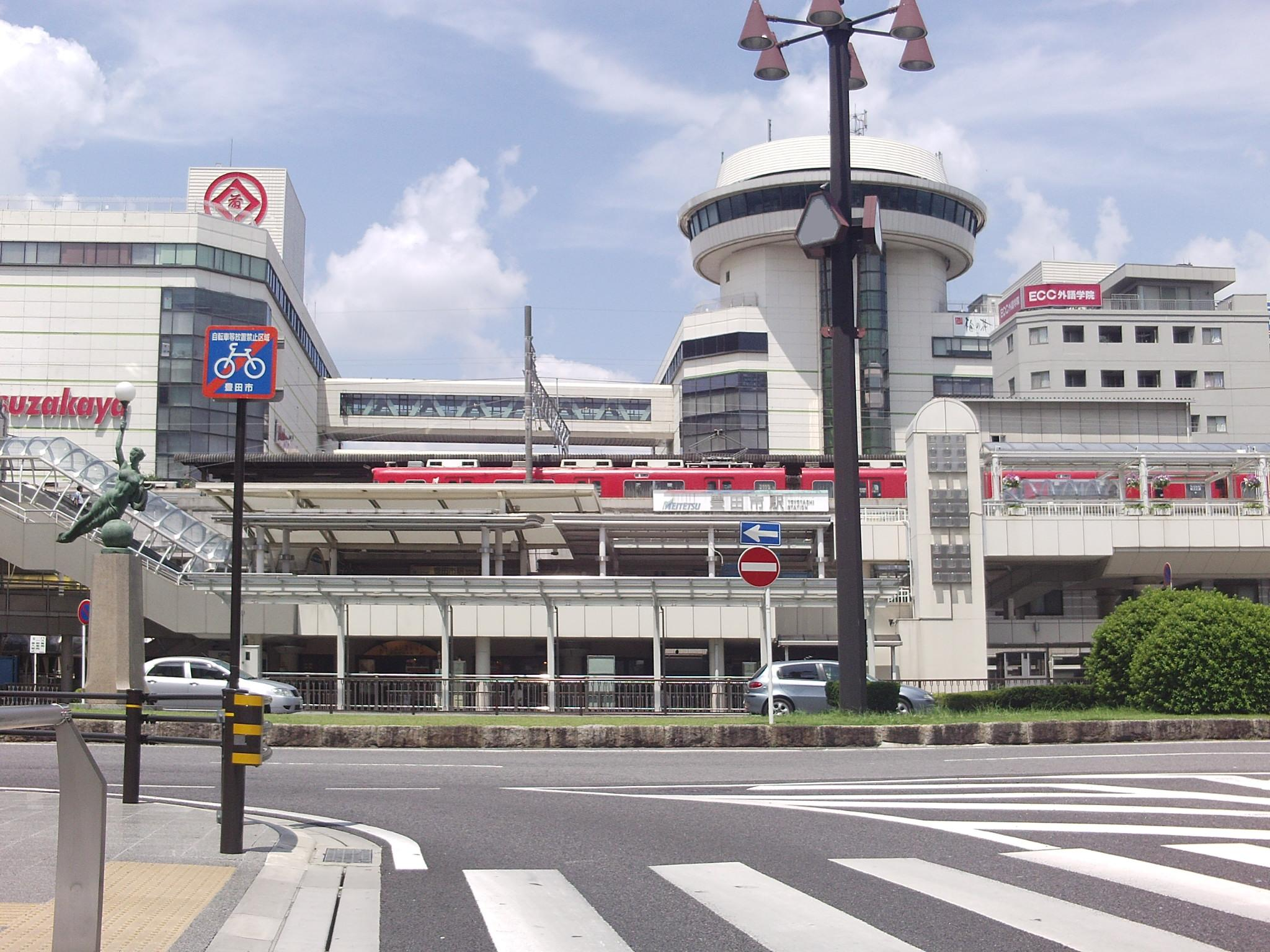
起点の豊田市停車場。東口の駅前ロータリー。画像奥の建物はもと豊田そごうで、左手は松坂屋豊田店、右手はTフェイス。

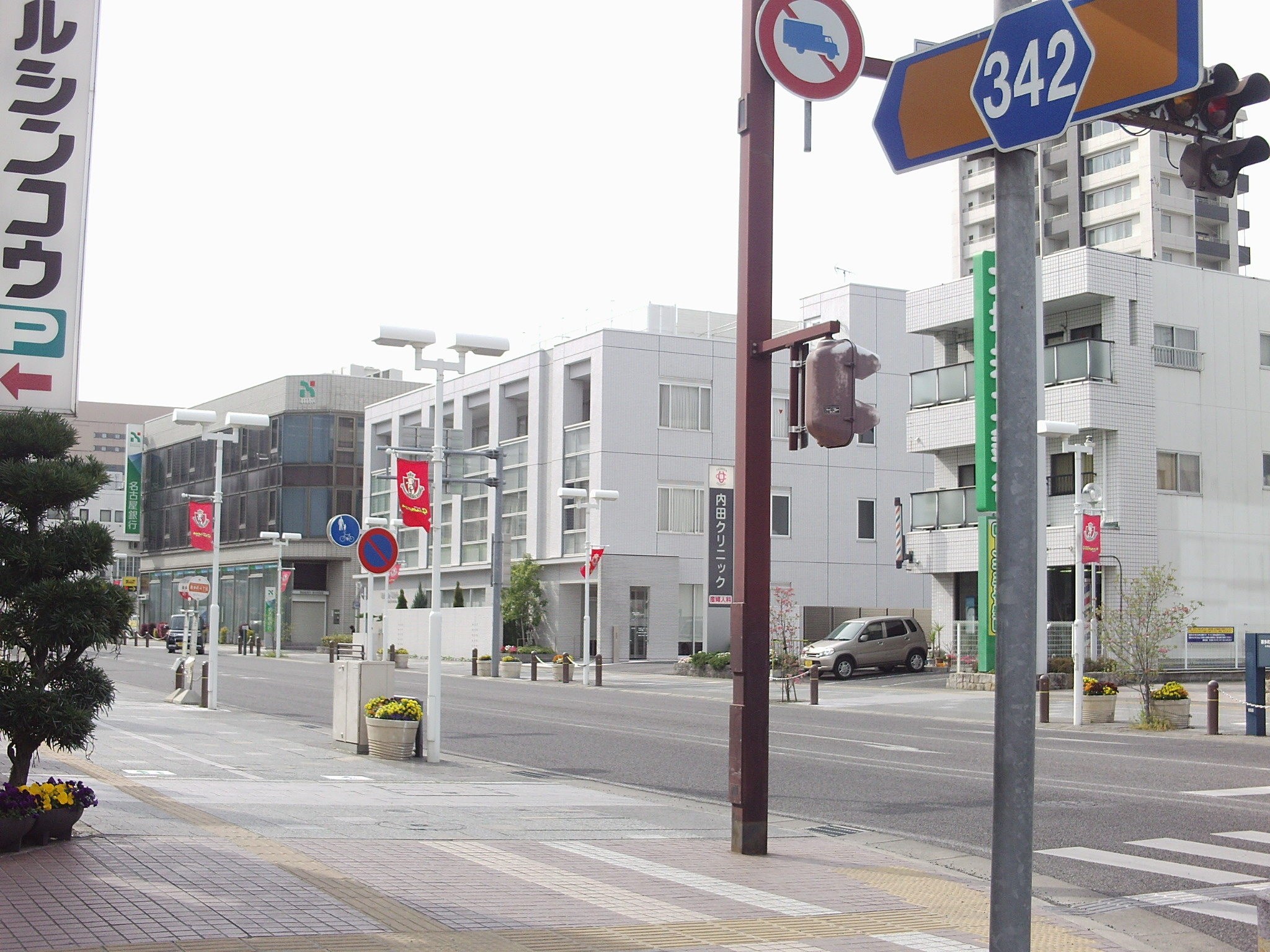
終点側。（国道153号･419号重複区間）から豊田市駅前通りへの接点。

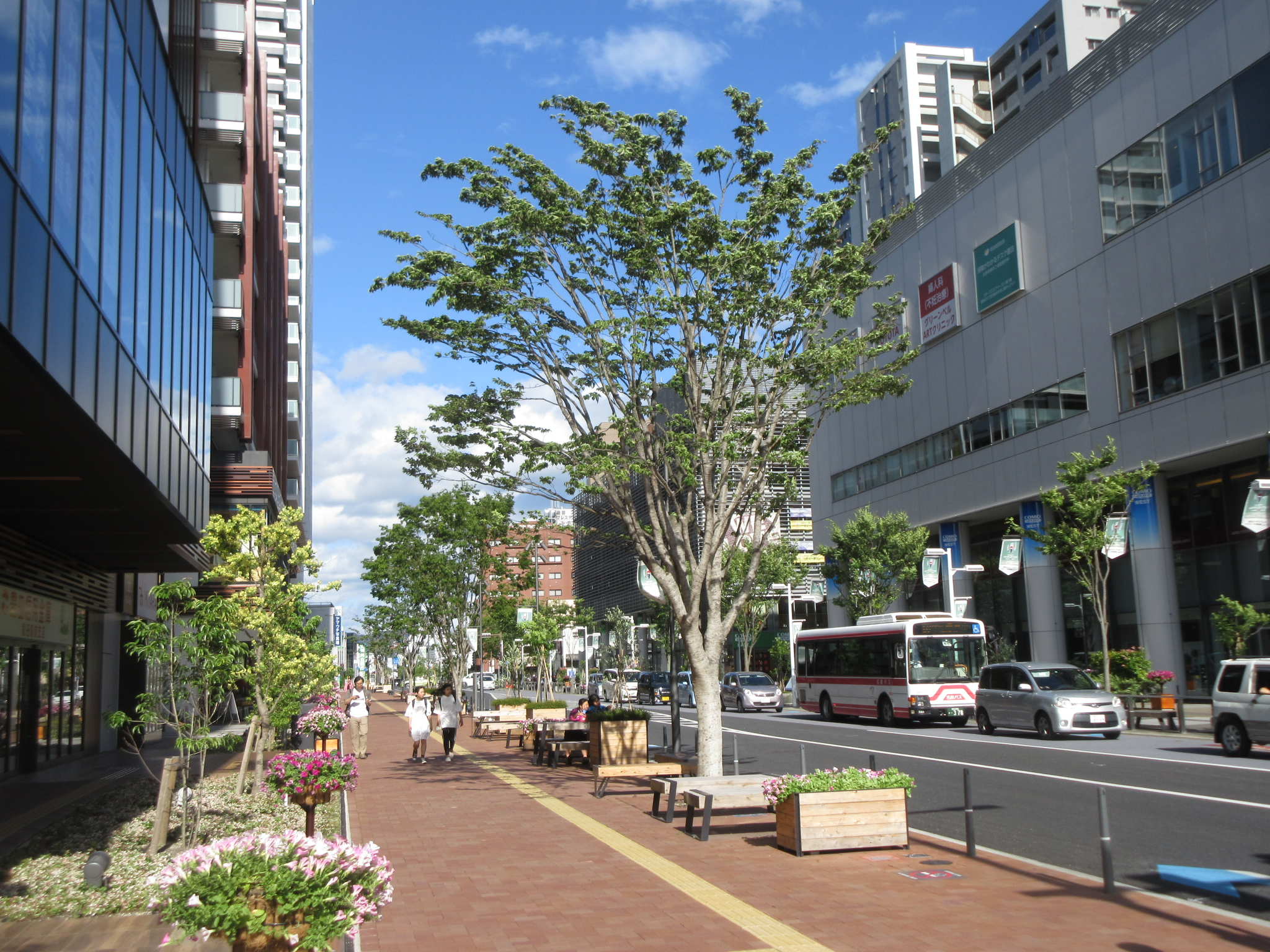
KiTARA前

## 概要

### 路線データ
- 起点：豊田市停車場
- 終点：愛知県豊田市喜多町（喜多4丁目交差点）

## 沿革
- 1959年12月15日：認定

## 通過する自治体
- 愛知県
  - 豊田市

## 主な接続路線
- 国道153号（豊田南北線）
- 国道419号（豊田南北線：重複区間）

## 沿線
- 名鉄三河線豊田市駅
- 参合館 ： 豊田市中央図書館、豊田市能楽堂、豊田市コンサートホール
- KiTARA
- みずほ銀行豊田出張所
- 三菱UFJ銀行豊田支店
- コモ・スクエア
- 三十三銀行豊田支店
- 名古屋銀行豊田営業部
- 大垣共立銀行豊田支店

## 別名
- 豊田市駅前通り（豊田市）